# Белер, Александра
Александра Белер (нем. Alexandra Bähler, род. 14 марта 1968, Берн) — швейцарская профессиональная велогонщица, выступавшая в шоссейных гонках и велокроссе. Она активно участвовала в соревнованиях на протяжении более полутора десятилетий, завоевав признание как одна из ведущих велокроссисток Швейцарии в начале 2000-х годов.

## Достижения
Белер начала свою профессиональную карьеру в шоссейном велоспорте в 1993 году и продолжала выступать до 2004 года. Наиболее успешным для неё стал 1994 год, когда она набрала 40 очков и заняла 54-е место в мировом рейтинге.

### Шоссе
1994
3-я на Тур Берна
1995
3-я на Чемпионат Швейцарии — групповая гонка
1998
Тур Лимузена
Генеральная классификация
1-й этап
3-я на Гран-при Винтертур

#### Статистика выступления наГранд-турах
| Гонка / Год          | 1994 | 1995 | 1996 | 1997 | 1998 | 1999 | 2000 | 2001 | 2002 | 2003 |
| -------------------- | ---- | ---- | ---- | ---- | ---- | ---- | ---- | ---- | ---- | ---- |
| Гранд Букль феминин  | —    | —    | —    | —    | 24   | —    | —    | —    | —    | —    |
| Тур де л'Од феминин  | 58   | —    | —    | —    | 21   | —    | —    | —    | —    | 76   |
| Джиро д’Италия Донне | —    | 43   | 37   | —    | —    | —    | —    | —    | —    | —    |

### Велокросс
В велокроссе Александра Белер добилась выдающихся успехов, став одной из самых титулованных спортсменок Швейцарии в этой дисциплине. Она выиграла пять национальных чемпионатов подряд с 2001 по 2005 год, что сделало её доминирующей фигурой в швейцарском велокроссе. Швейцарский журнал FIT for LIFE называл её лучшей велокроссисткой Швейцарии, подчёркивая её пять последовательных титулов с 2001 по 2005 год.
1999—2000
25-я на Чемпионате мира
Руссикон
Цюрих-Вайд
2-я на Чемпионате Швейцарии
2000—2001
 Чемпионат Швейцарии
21-я на Чемпионате мира
2001—2002
 Чемпионат Швейцарии
Aigle
2002—2003
 Чемпионат Швейцарии
Хитнау
Цюрих-Вайд
Руссикон
Эгль
2003—2004
 Чемпионат Швейцарии
2004—2005
 Чемпионат Швейцарии
21-я на Чемпионате мира
Rüti
2005—2006
2-я на Чемпионате Швейцарии
2006—2007
3-я на Чемпионате Швейцарии
2007—2008
3-я на Чемпионате Швейцарии
2008—2009
3-я на Чемпионате Швейцарии